# Баратили-Сан-Пьетро
Баратили-Сан-Пьетро (итал. Baratili San Pietro) — коммуна в Италии, располагается в регионе Сардиния, в провинции Ористано.
Население составляет 1 270 человек (30-6-2019), плотность населения составляет 208,2 чел./км². Занимает площадь 6 км². Почтовый индекс — 9070. Телефонный код — 0783.
Покровителем коммуны почитается святой апостол Пётр, празднование 29 июня.

## Демография
Динамика населения:

## Администрация коммуны
- Официальный сайт: